# دينيس كيلي (لاعب كرة قدم)
دينيس كيلي (بالإنجليزية: Dennis Kelly)‏ (و. 1990  م) هو لاعب كرة قدم أمريكية، من الولايات المتحدة، ولد في شيكاغو هايتس، يلعب كمهاجم اصطدامي ‏.

## التعليم
تعلم في Marian Catholic High School (Illinois) ‏.

## روابط خارجية
- دينيس كيلي على موقع مرجع كرة القدم المحترفة.كوم (الإنجليزية)